# الاختلافات النصية في إنجيل لوقا
الاختلافات النصية في إنجيل لوقا (بالإنجليزية: Textual variants in the Gospel of Luke ) هي موضوع دراسة الاختلافات النصية في المخطوطات او ترجمات عندما يقوم الناسخ بإجراء تحريفات متعمدة أو غير مقصودة في مخطوطة على النص الذي يتم إعادة إنتاجه او ترجمته وترد في هذه المقالة أدناه قائمة مختصرة من المتغيرات النصية في هذا الكتاب بالذات.

## الاختلافات النصية الموجودة
حوَت المخطوطات الكنسية أجزاء من الأناجيل، وكثيرًا ما تستخدم الأناجيل الضمائر عوضًا عن الأسماء، فمثلا لا يذكر فيها اسم يسوع لا بِاسمه "يسوع" ولا بلقه مثل "الرب" أو "المعلم"، إنما أُشِير إليه بالضمير "هو" وايضا كان الناسخ يستعيض عـن الضمائر بالأسماء، فمثلًا لو كان في الإنجيل: "وبينما كان يعلّم" يضيف الناسخ لمخطـوط القراءة الكنسيـة اسم يسوع، فيكتب "وبينما كان يسوع يعلم"
"وَكَانَ مُضْطَرًّا أَنْ يُطْلِقَ لَهُمْ كُلَّ عِيدٍ وَاحِدًا،" ( لوقا 23: 17).التراجم العربية التي كتبت النص ''الفانديك' 'الحياة'' ''البولسية''  التراجم العربية التي حذفت النص كليا ''الكاثوليكية'' ''اليسوعية''  وفي بعض التراجم الانجليزية وبعض اللغات الاخري, في المخطوطات, محذوفة في الفاتيكانية والاسكندرية  وغير موجودة في البردية 75 ومخطوطات القبطي الصعيدي, وفي مخطوطة بيزا والسريان كلتوني والسريان السينائي الاصحاح موجود ولكن تم وضعه بعد 19:
"فَذَاكَ يُرِيكُمَا عِلِّيَّةً كَبِيرَةً مَفْرُوشَةً. هُنَاكَ أَعِدَّا»." ( لوقا 22: 12) المخطوطات التي لا تحتوي على النص مخطوطة بيزا وعدة مخطوطات لاتيني واقدم مخطوطات السرياني , السرياني الكريتوني والسرياني السينائي.
"فَدَخَلَ إِلَيْهَا الْمَلاَكُ وَقَالَ: «سَلاَمٌ لَكِ أَيَّتُهَا الْمُنْعَمُ عَلَيْهَا! اَلرَّبُّ مَعَكِ. مُبَارَكَةٌ أَنْتِ فِي النِّسَاءِ»." ( لوقا 1: 28 ) المقطع { مُبَارَكَةٌ أَنْتِ فِي النِّسَاءِ } غير موجود في مخطوطات  السينائية والفاتيكانية وواشنطن وعدة مخطوطات يونانية والسريان الفلسطيني والقبطي الصعيدي والبحيري والارميني والجورجي واقتباس اوريجيانوس وأغريغوريوس وسيرابيون وغريغوريوس أسقف نيصص وإبيفانيوس السلاميسي وهيسيخيوس الإسكندري ويوحنا الدمشقي وجيروم وكودفولتداوس القرطاجي النص الذي لا يحتوي على المقطع
"فَقَالَ يَسُوعُ: «يَا أَبَتَاهُ، اغْفِرْ لَهُمْ، لأَنَّهُمْ لاَ يَعْلَمُونَ مَاذَا يَفْعَلُونَ». وَإِذِ اقْتَسَمُوا ثِيَابَهُ اقْتَرَعُوا عَلَيْهَا." (لو 23: 34). غير موجودة في بردية 75 والمخطوطات الفاتيكانية وواشنطن وبيزا والسريان السينائي والقبطي الصعيدي
"وَظَهَرَ لَهُ مَلاَكٌ مِنَ السَّمَاءِ يُقَوِّيهِ." (لوقا 22: 43). "وَإِذْ كَانَ فِي جِهَادٍ كَانَ يُصَلِّي بِأَشَدِّ لَجَاجَةٍ، وَصَارَ عَرَقُهُ كَقَطَرَاتِ دَمٍ نَازِلَةٍ عَلَى الأَرْضِ." (لوقا 22: 44). غير موجودة في بردية 75 والمخطوطات الفاتيكانية والاسكندرية وواشنطن والسريان السينائي والقبطي الصعيدي اقدم مخطوطات القبطية
"وَلَيْسَ أَحَدٌ إِذَا شَرِبَ الْعَتِيقَ يُرِيدُ لِلْوَقْتِ الْجَدِيدَ، لأَنَّهُ يَقُولُ: الْعَتِيقُ أَطْيَبُ»." ( لوقا 5: 39) النص بكامله غير موجود في مختلف انواع المخطوطات لاتينية، كمخطوطة بيزا
"فَنَاوَلُوهُ جُزْءًا مِنْ سَمَكٍ مَشْوِيٍّ، وَشَيْئًا مِنْ شَهْدِ عَسَل." ( لوقا 24: 42) الترجمات العربية التي كتبت المقطع ''الفانديك'' التي حذفته ''الحياة'' ''اليسوعية'' ''البولسية'' ''الكاثوليكية''. غير موجودة في المخطوطات في السينائية والفاتيكانية من القرن الرابع وبردية 75 والإسكندرية وبيزا من القرن الخامس ومخطوطتين لاتينية والصعيدي
"وَاغْفِرْ لَنَا خَطَايَانَا لأَنَّنَا نَحْنُ أَيْضًا نَغْفِرُ لِكُلِّ مَنْ يُذْنِبُ إِلَيْنَا، وَلاَ تُدْخِلْنَا فِي تَجْرِبَةٍ لكِنْ نَجِّنَا مِنَ الشِّرِّيرِ»." ( لوقا 11: 4) التراجم العربية التي كتبت المقطع ''الفانديك'' '''الحياة'' التي حذفته ''المشتركة'' ''المبسطة'' ''البولسية'' ''اليسوعية'' ''الكاثوليكية'' المخطوطات التي حذفته بردية 75 من القرن الثالث والفاتيكانية من القرن الرابع والفلجاتا للقديس جيروم من القرن الرابع والترجمة القبطي الصعيدي
"فَقَالَ لَهُمْ: «مَتَى صَلَّيْتُمْ فَقُولُوا: أَبَانَا الَّذِي فِي السَّمَاوَاتِ، لِيَتَقَدَّسِ اسْمُكَ، لِيَأْتِ مَلَكُوتُكَ، لِتَكُنْ مَشِيئَتُكَ كَمَا فِي السَّمَاءِ كَذلِكَ عَلَى الأَرْضِ." ( لوقا 11: 2) التراجم العربية التي كتبت المقطع ''الفانديك'' '''الحياة' التي حذفت ''المشتركة'' ''المبسطة'' ''البولسية'' ''اليسوعية'' ''الكاثوليكية'' المخطوطات التي حذفته بردية 75 من القرن الثالث والسنائية والفاتيكانية من القرن الرابع والفلجاتا من القرن الرابع يقال ان سبب حذف هو تعمد نساخ حذفه بسبب ان هراطقة اعتمده على هذا مقطع كدليل ان الابن اله منفصل عن الاله الاب
"فَأَجَابَهُ يَسُوعُ وَقَالَ: «اذْهَبْ يَا شَيْطَانُ! إِنَّهُ مَكْتُوبٌ: لِلرَّبِّ إِلهِكَ تَسْجُدُ وَإِيَّاهُ وَحْدَهُ تَعْبُدُ» ( لوقا 4: 8) التراجم العربية التي كتبت المقطع ''الفانديك'' التي حذفته ''المبسطة'' ''اليسوعية'' ''البولسية'' ''الكاثوليكية'' المخطوطات التي حذفته هي المخطوطة السينائية والفاتيكانية من القرن الرابع ومخطوطة واشنطون وبيزا والترجمه القبطي الصعيدي والفلجاتا والبشيتا. يقال سبب الحذف ان انجيل متى كتب ان الرب يسوع انتهر الشيطان فمضي لان الترتيب في متى يختلف عن ترتيب لوقا فهذه التجربه في متى البشير هي الثالثة وقد يكون بعض النساخ لازالة الصعوبة لان الشيطان لم ينصرف فحذفوا تعبير اذهب عني يا شيطان وغالبا هو خطأ حذف لانهم ظنوا ان النساخ السابقين لهم ضافوها 
"وَغَطَّوْهُ وَكَانُوا يَضْرِبُونَ وَجْهَهُ وَيَسْأَلُونَهُ قَائِلِينَ: «تَنَبَّأْ! مَنْ هُوَ الَّذِي ضَرَبَكَ؟»"( لوقا 22: 64) التراجم العربية التي كتبت المقطع ''الفانديك'' التراجم التي حذفته ''الحياة'' ''المشتركة'' ''المبسطة''  ''البولسية'' ''اليسوعية'' ''الكاثوليكية'' المخطوطات التي حذفته بردية 75 من القرن الثالث والفاتيكانية من القرن الرابع والترجمة القبطي البحيري اما السينائية فيوجد فيها اختلاف ترتيب للكلمات
"وَكَانَ عُنْوَانٌ مَكْتُوبٌ فَوْقَهُ بِأَحْرُفٍ يُونَانِيَّةٍ وَرُومَانِيَّةٍ وَعِبْرَانِيَّةٍ: «هذَا هُوَ مَلِكُ الْيَهُودِ»." ( لوقا 23: 38) التي كتبت المقطع ''الفانديك'' التراجم التي حذفته ''الحياة'' ''المشتركة'' ''المبسطة'' ''البولسية'' ''اليسوعية'' ''الكاثوليكية'' المخطوطات التي حذفته بردية 75 من القرن الثالث والفاتيكانية من القرن الرابع والترجمة القبطي الصعيدي يقال ان سبب حذف ان غالبا النساخ يميلوا لجعل الاناجيل تشبه انجيل متى.
فَقَالَ لَهُمْ: «مَتَى صَلَّيْتُمْ فَقُولُوا: أَبَانَا الَّذِي فِي السَّمَاوَاتِ لِيَتَقَدَّسِ اسْمُكَ لِيَأْتِ مَلَكُوتُكَ لِتَكُنْ مَشِيئَتُكَ كَمَا فِي السَّمَاءِ كَذَلِكَ عَلَى الأَرْضِ. ( لوقا 11: 2 ) .التراجم العربية التي كتبت المقطع ''الفانديك'' ''الحياة'' التراجم التي حذفته ''المشتركة'' ''المبسطة'' ''البولسية'' '' الكاثوليكية'' ''اليسوعية'' '' السارة'' ''الشريف'' المخطوطات التي حذفته بردية 75 من القرن الثالث والسنائية والفاتيكانية من القرن الرابع والفلجاتا من القرن الرابع
فَلَمَّا رَأَى ذَلِكَ تِلْمِيذَاهُ يَعْقُوبُ وَيُوحَنَّا قَالاَ: «يَا رَبُّ أَتُرِيدُ أَنْ نَقُولَ أَنْ تَنْزِلَ نَارٌ مِنَ السَّمَاءِ فَتُفْنِيَهُمْ كَمَا فَعَلَ إِيلِيَّا أَيْضاً؟» ( لوقا 9: 54 ) .التراجم العربية التي كتبت المقطع ''الفانديك'' التراجم التي حذفته ''الحياة'' ''اليسوعية'' ''السارة'' ''المبسطة' ''الشريف'' ''المشتركة'' ''البولسية'' ''الكاثوليكية'' المخطوطات التي حذفته بردية 45 و 75 والمخطوطة السينائية والفاتيكانية من القرن الرابع والقبطي الصعيدي
ثُمَّ قَالَ لِيَسُوعَ: «اذْكُرْنِي يَا رَبُّ مَتَى جِئْتَ فِي مَلَكُوتِكَ» ( لوقا 23: 42) التراجم العربية التي كتبت المقطع ''الفانديك' التراجم التي حذفته 'الحياة'' ''اليسوعية'' ''السارة'' ''الشريف'' ''المبسطة' ''المشتركة'' ''الكاثوليكية'' ''البولسية'' المخطوطات التي حذفته بردية 75 من القرن الثالث والسينائية والفاتيكانية من القرن الرابع وبعض مخطوطات الترجمة القبطي الصعيدي
"وَكَانَ الصَّبِيُّ يَنْمُو وَيَتَقَوَّى بِالرُّوحِ، مُمْتَلِئًا حِكْمَةً، وَكَانَتْ نِعْمَةُ اللهِ عَلَيْهِ." ( لوقا 2: 40) التراجم العربية التي كتبت كلمة {بالروح} ''الفانديك' التراجم التي حذفته 'الحياة'' ''اليسوعية'' 'المشتركة'' '' الكاثوليكية'' ''البولسية'' ''المبسطة' المخطوطات التي حذفته السينائية والفاتيكانية وبيزا

### الاختلافات في محتوى النص
"وَلَمَّا تَمَّتْ أَيَّامُ (تَطْهِيرِهَا|تطهيرهما| ايام تطهيرهم |تطهيره)، حَسَبَ شَرِيعَةِ مُوسَى، صَعِدُوا بِهِ إِلَى أُورُشَلِيمَ لِيُقَدِّمُوهُ لِلرَّبِّ،" ( لوقا 2: 22) الترجمات العربية التي كتبت { تطهيرهما} ''الفانديك'' 'الحياة'', التي كتبت{ يَومُ طُهورِهما} ''اليسوعية'' ''الكاثوليكية'' التي كتبت { الأَيَّامُ لِتَطْهيرِهم} ''البولسية'' المخطوطات التي كتبت  {تطهيرهم} السينائية والاسكندرية وفي المخطوطات البيزنطية, التي كتبت {تطهيره} مخطوطة بيزا
"وَكَانَ (يُوسُفُ| أَبوهُ) وَأُمُّهُ يَتَعَجَّبَانِ مِمَّا قِيلَ فِيهِ." ( لوقا 2: 33) التراجم العربية التي كتبت يوسف ''الفانديك'' التي كتبت ابوه ''الحياة'' '' المشتركة'' ''البولسية'' ''اليسوعية'' ''الكاثوليكية''  المخطوطات, في المخطوطات يوجد ثلاث نصوص ''ابوه وامه'' ''ابوه وام ( بدون كلمة الملكية )'' ''يوسف وامه'' التي كتبت ابوه وام الفاتيكانية وواشنطون وبيزا وبعض مخطوطات الفلجاتا, التي كتبت ابوه وامه السينائية وبعض مخطوطات الفلجاتا والقبطي الصعيدي اما التي كتبت يوسف وامه الاسكندرية من القرن الخامس.